# Route nationale 13d
La route nationale 13d, ou RN 13d, était une route nationale française qui, depuis Saint-Côme-du-Mont, reliait la RN 13 à Sainte-Marie-du-Mont par Vierville, dans le département de la Manche (région Basse-Normandie).
Elle fut créée après la Seconde Guerre mondiale pour desservir la plage d'Utah Beach.
À la suite de la réforme de 1972, elle fut déclassée en RD 913.